# Jameson Mbilini Dlamini
Jameson Mbilini Dlamini (5 de agosto de 1932 - 5 de junho de 2008) foi Primeiro-Ministro da Suazilândia de 4 de novembro de 1993 a 8 de maio de 1996.
Antes de sua nomeação como primeiro-ministro, ele havia sido membro do Gabinete desde outubro de 1991 como Ministro de Relações Públicas.